# 黄色超巨星
黄色超巨星(おうしょくちょうきょせい、Yellow supergiant、YSG)は、スペクトル型がFまたはGの超巨星である。通常、質量は、太陽質量の15倍から20倍である。超巨星は、古い恒星で、核で消費する元素の種類によって、青色と赤色の間を揺れ動く。現在のところ、過渡的な黄色の段階で生涯の多くの時間を過ごす超巨星はほとんどないと考えられている。黄色超巨星の段階で超新星爆発を起こすと、珍しい形の超新星爆発になる。このような超新星は、ごくわずか観測されているが、多くの超新星爆発は、青色（熱い）か赤色（冷たい）の段階で起こる。